# Lasionycta conjugata
Lasionycta conjugata är en fjärilsart som beskrevs av Smith 1899. Lasionycta conjugata ingår i släktet Lasionycta och familjen nattflyn. Inga underarter finns listade i Catalogue of Life.

## Bildgalleri

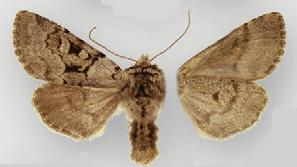